# IOS 18
iOS 18 là một bản phát hành chính thức thứ 18 và hiện tại của hệ điều hành di động iOS do Apple Inc. phát triển. Là bản phát hành kế nhiệm cho iOS 17, phiên bản được công bố tại Hội nghị các nhà phát triển toàn cầu (WWDC) vào ngày 10 tháng 6 năm 2024 và phát hành vào ngày 16 tháng 9 cùng năm.
iOS 18 hướng tới việc tùy chỉnh giao diện iPhone của người dùng theo nhiều cách khác nhau. Đáng chú ý nhất, Apple đã hợp tác với OpenAI để tạo ra Apple Intelligence có thể tích hợp trí tuệ nhân tạo vào các chức năng của hệ điều hành. Ứng dụng iMessage giờ có thể gửi tin nhắn Rich Communications Services (RCS). Giao diện Trung tâm điều khiển và ứng dụng Ảnh đã cải tiến với giao diện mới.
Nhiều hình thức đa nhiệm cho iPad và Apple Watch cũng được iOS 18 bổ sung hỗ trợ thêm qua hệ điều hành iPadOS 18 và watchOS 11. Ngoài ra, iOS 18 còn mang đến các chức năng trải nghiệm mới cho người dùng, bao gồm tuỳ chỉnh giao diện màn hình chính, nút tính năng trên màn hình khóa, tự phân loại email trên Apple Mail và tối ưu hóa hiệu năng chơi game. Ứng dụng quản lý mật khẩu hoàn toàn mới có thể quản lý mật khẩu.

## Tổng quan và phát triển
iOS 18 được giới thiệu lần đầu qua một bài phát biểu quan trọng từ Hội nghị các nhà phát triển toàn cầu của Apple vào ngày 10 tháng 6 năm 2024. Phiên bản beta dành cho nhà phát triển được phát hành rộng rãi sau khi bài diễn thuyết được công bố.
iOS 18 dự kiến sẽ được Apple ra mắt chính thức vào tháng 9 năm 2024. Phiên bản được đánh giá là "bản cập nhật lớn nhất trong lịch sử iPhone" khi nó mang lại nhiều thay đổi lớn cho iOS. Một số điểm nổi bật chính là:
- Công cụ Apple Intelligence giúp cải tiến Siri trở nên hữu ích hơn, tích hợp các công cụ và khả năng tạo nội dung trên iPhone.
- Màn hình chính thêm tính năng giúp người dùng có thể tuỳ chỉnh những biểu tượng xung quanh nền.
- Các ứng dụng được thêm tính năng khoá và ẩn giúp ứng dụng không hiển thị thông tin trong hệ thống.
- Trung tâm điều khiển được thiết kế lại hoàn toàn, thêm tính năng "Thư viện điều khiển" giúp thay đổi và kích thước ứng dụng.
- Thêm tính năng hoán đổi các điều khiển trên màn hình khóa.
- Thư viện ảnh được thiết kế thông minh hơn, sắp xếp ảnh theo tháng, năm và chủ đề.
- Ứng dụng iMessage được nâng cấp với RCS tích hợp đồng thời cập nhật thêm các hiệu ứng văn bản và thêm tính năng Tapback mở rộng.
- Tối ưu hóa hiệu năng chơi game qua chế độ Gaming Mode.
- Ứng dụng mật khẩu đồng bộ hóa và lưu trữ an toàn các thông tin đăng nhập của người dùng ở một nơi cố định và những thiết bị khác.
- Tính năng Tap to Cash cho phép thanh toán trực tiếp một cách nhanh chóng mà không cần chia sẻ số điện thoại hay email.
- Ứng dụng Điện thoại cho phép ghi âm và chép lại cuộc gọi trực tiếp.
- Tính năng phân loại trên Apple Mail trên thiết bị có thể sắp xếp và điều chỉnh thư.
- Trình duyệt Safari thêm tính năng Highlights và cải tiến chức năng Trình Đọc.
- Apple Music thêm tính năng SharePlay
- Ứng dụng Ghi Chú thêm tính năng Math Notes có thể giải công thức và các phương trình được gõ ra.
- Ứng dụng Nhật Ký thêm chế độ xem thông tin chi tiết.
- Lịch bổ sung thêm mục sự kiện và công việc cần làm từ ứng dụng Lời Nhắc và cập nhật chế độ xem tháng.
- ID Y Tế được tái thiết kế và ứng dụng Sức Khoẻ bổ sung thêm dữ liệu thai kỳ từ những thay đổi trong sức khoẻ thể chất lẫn tinh thần.
- Tính năng Emergency SOS Live Video giúp người dùng chia sẻ phối cảnh thông qua video phát trực tiếp và video đã ghi.
- Ứng dụng Nhà ra mắt tính năng truy cập khách và thêm tính năng mở khóa rảnh tay và danh mục Năng Lượng giúp người dùng hiểu rõ về cách sử dụng điện trong nhà.

## Tính năng hệ thống

### Màn hình khóa
Trên màn hình khóa, người dùng có thể hoán đổi cả hai công cụ điều khiển ở dưới cùng màn hình. Tính năng này bao gồm chọn lựa các công cụ sẵn có từ thư viện điều khiển hoặc xoá toàn bộ công cụ. Với nút Tác Vụ trên iPhone 15 Pro, người dùng có thể nhanh chóng thêm công cụ điều khiển có trong thư viện.

### Màn hình chính
Để có được trải nghiệm hoàn hảo cũng như tạo không gian thoải mái cho người dùng, các ứng dụng và tiện ích giờ có thể di chuyển trong mọi không gian mở trên màn hình, bao gồm di chuyển nó ngay phía trên thanh dock để dễ dàng truy cập hay tạo một khung hình nền hoàn hảo. Người dùng cũng có thể tạo giao diện mới cho các biểu tượng ứng dụng bao gồm hiệu ứng tối hay hiệu ứng màu, đồng thời tăng kích thước của các biểu tượng này.
Người dùng có thể thay đổi các biểu tượng ứng dụng riêng lẻ thành Widget và ngược lại qua việc nhấn vào biểu tượng và cũng có thể thay đổi kích thước Widget bằng cách sử dụng các hướng dẫn xuất hiện ở các góc màn hình thay vì phải chọn định dạng tiện ích từ menu.

### Trung tâm điều khiển
Trung tâm điều khiển được cải tiến toàn bộ giúp người dùng truy cập dễ dàng vào những tác vụ hàng ngày đồng thời nâng tầm khả năng tuỳ chỉnh và tính linh hoạt. Do đó, người dùng có thể truy cập nhanh vào các nhóm mới, bao gồm những công cụ điều khiển được người dùng sử dụng nhiều nhất, như phát lại nội dung phương tiện, công cụ điều khiển Nhà và dễ dàng vuốt giữa các tuỳ chọn.
Người dùng cũng có thể thêm các công cụ từ ứng dụng của bên thứ ba được hỗ trợ trong Trung tâm điều khiển. Thư viện điều khiển mới hiển thị toàn bộ các lựa chọn khả dụng và người dùng có thể tự do tuỳ chỉnh về cách hiển thị các công cụ điều khiển, bao gồm cả điều chỉnh kích cỡ của chúng hay là tạo những nhóm công cụ điều khiển mới.

### Cài đặt
Trong mục cài đặt ứng dụng, đều được chuyển sang menu phụ ứng dụng (Cài đặt > Ứng dụng), thay vì nằm trong mục Cài đặt chính nhằm không trộn lẫn giữa cài đặt hệ điều hành với cài đặt của ứng dụng và rút ngắn thời gian cài đặt. Trong mục cài đặt ứng dụng cũng có một hộp tìm kiếm cho phép người dùng tìm kiếm theo tên để bạn có thể truy cập ngay vào cài đặt của ứng dụng đó.

### Siri
Logo cũng như là biểu tượng của Siri đã thay đổi, không hiển thị dưới dạng một quả cầu ở giữa trang và thay vào đó là một loại quầng sáng màu xung quanh các cạnh của màn hình nhằm tránh che mất trang. Ngoài ra còn thêm tính năng Editable Siri Reminders, khi yêu cầu Siri đặt Lời nhắc, người dùng có thể thay đổi nhanh chóng trước khi xác nhận bằng cách nhấn vào bong bóng biểu tượng lời nhắc và thay đổi văn bản.

### Chế độ trò chơi
Apple cài thêm chế độ trò chơi giúp nâng tầm trải nghiệm và hiệu năng chơi game với tốc độ khung hình ổn định hơn, đồng thời giúp các phụ kiện không dây như AirPods và tay cầm chơi game trở nên cực kỳ nhanh nhạy.

### Emergency SOS Live Video
Tính năng Emergency SOS Live Video cho phép người dùng chia sẻ bối cảnh thông qua video phát trực tiếp và video đã ghi. Trong cuộc gọi khẩn cấp, nhân viên điều phối khẩn cấp tham gia cuộc gọi có thể gửi yêu cầu chia sẻ video hoặc phương tiện trực tiếp từ cuộn camera của người dùng qua kết nối an toàn, giúp họ nhận trợ giúp dễ dàng và nhanh chóng hơn.

### Trợ năng
Mục Trợ năng được cập nhật thêm các tính năng như Theo dõi mắt, một tuỳ chọn tích hợp giúp điều hướng iPhone bằng mắt; Music Haptics, một cách mới giúp người dùng bị khiếm thính hoàn toàn hoặc có khả năng nghe kém thưởng thức âm nhạc bằng cách dùng Taptic Engine trên iPhone; và Vocal Shortcuts giúp người dùng thực hiện tác vụ bằng cách tạo âm thanh tùy chỉnh.
Tính năng Vehicle Motion giúp người đọc loại bỏ các tác động từ chuyển động của phương tiện giao thông khi đang ngồi trên xe, do đó làm giảm tình trạng say tàu xe điển hình do việc đọc trong thời gian dài. Voice Commands cho phép người dùng thực hiện các lệnh thoại và các tác vụ phức tạp khi có giọng nói không điển hình, chẳng hạn như hữu ích cho những người bị bại não hoặc bệnh xơ cứng teo cơ một bên (ALS). Để làm được điều này, các thuật toán Trí tuệ nhân tạo phức tạp chạy trên thiết bị sẽ được sử dụng để nhận dạng các loại giọng nói cụ thể đó.

### Cải tiến bàn phím
Bàn phím di động được cài thêm tính năng "hỗ trợ đa ngôn ngữ trong QuickPath" giúp hỗ trợ nhiều ngôn ngữ cùng lúc, tức là các gợi ý xuất hiện ở toàn bộ ngôn ngữ mà trước kia người dùng phải chuyển đổi bàn phím để nhận được gợi ý bằng ngôn ngữ phù hợp để gõ lại.

### Trí tuệ nhân tạo
iOS 18 giới thiệu Apple Intelligence, hệ thống trí tuệ nhân tạo dành riêng cho iPhone, iPad và máy Mac. Là kết quả từ sự kết hợp giữa các mô hình tạo sinh với ngữ cảnh cá nhân để cung cấp trí thông minh hữu ích và phù hợp với người dùng. Apple đã thiết kế với mục tiêu chú trọng đến quyền riêng tư của người dùng, hệ thống cũng được tích hợp vào iOS 18, iPadOS 18 và macOS Sequoia. Công cụ này khai thác triệt để các chức năng của Apple silicon giúp thấu hiểu và tạo nên ngôn ngữ cùng hình ảnh, có thể thao tác trên mọi ứng dụng, đồng thời thu thập ngữ cảnh cá nhân để đơn giản hoá và tăng tốc các tác vụ hằng ngày.
Phó chủ tịch phụ trách kỹ thuật phần mềm Craig Federighi cho biết công cụ này đã đánh dấu bước khởi đầu của một kỷ nguyên mới, mang đến những trải nghiệm trực quan, mạnh mẽ và hữu ích tức thì. Trên iPhone 15 Pro và iPhone 15 Pro Max, nền tảng Apple Intelligence sẽ có sẵn trong iOS 18. Hệ thống cũng tích hợp thêm mô hình ngôn ngữ lớn cho Siri và các hệ điều hành chức năng khác.

## Tính năng ứng dụng

### Tin nhắn
Trên iOS 18, iMessage được cập nhật thêm các hiệu ứng văn bản mới bằng cách phóng to bất kỳ chữ cái, từ, cụm từ hoặc biểu tượng cảm xúc với giao diện sống động. Người dùng cũng có thể thể hiện giọng điệu trong tin nhắn qua việc thêm các định dạng như in đậm, gạch chân, in nghiêng và gạch ngang. Tính năng Tapback mở rộng để chứa được mọi biểu tượng cảm xúc hoặc nhãn dán. Ngoài ra, người dùng hiện có thể soạn thảo tin nhắn và lên lịch để gửi sau. Ứng dụng cũng có thể gửi tin nhắn khẩn cấp qua vệ tinh và tính năng chỉ hoạt động từ iPhone 14 trở lên.
Trong các cuộc hội thoại, bao gồm hỗ trợ biên nhận đã đọc và chia sẻ đa phương tiện chất lượng cao đã được hỗ trợ thêm tính năng Rich Communication Services (RCS). Vì vậy, khi gửi tin nhắn cho người liên hệ không sử dụng thiết bị Apple, dịch vụ này có thể phát nội dung phương tiện phong phú hơn và giúp tin nhắn nhóm ổn định hơn so với SMS và MMS.

### Ảnh
Được coi là ứng dụng sở hữu thiết kế mới với nhiều thay đổi nhất từ trước đến nay. Một chế độ xem duy nhất được đơn giản hoá hiển thị theo dạng lưới và các bộ sưu tập mới hỗ trợ người dùng duyệt ảnh theo chủ đề mà không cần phải sắp xếp nội dung theo album. Ngoài ra, người dùng có thể ghim bộ sưu tập để dễ dàng truy cập những mục yêu thích.
Chế độ xem xoay vòng được thêm vào nhằm hiển thị nội dung nổi bật được cập nhật mỗi ngày với hình ảnh theo chủ đề như người, thú cưng, địa điểm yêu thích. Tính năng tự động phát nội dung trong ứng dụng cũng được bổ sung vào trong thư viện ảnh, qua đó người dùng có thể tận hưởng những khoảnh khắc cũ trong khi duyệt ảnh. Ứng dụng cũng có thể tuỳ chỉnh để người dùng có thể sắp xếp các bộ sưu tập, ghim bộ sưu tập để thường xuyên truy cập, và đưa những hình ảnh quan trọng nhất vào chế độ xem xoay vòng.

### Mail
Vào cuối năm 2024, Apple Mail sẽ ra mắt những cách thức mới giúp người dùng quản lý hộp thư và cập nhật tin tức. Tính năng phân loại trên thiết bị sẽ sắp xếp và phân loại email đến vào danh mục Chính đối với những email cá nhân và được viết qua loa, danh mục Giao Dịch đối với những email xác nhận và biên nhận, danh mục Cập Nhật đối với tin tức và thông báo trên mạng xã hội và danh mục Quảng Cáo đối với những email tiếp thị và mã quà tặng. Ứng dụng cũng cải tiến cho chế độ xem sắp xếp có khả năng nhóm tất cả email có liên quan từ một doanh nghiệp, giúp người dùng có thể xem nhanh những email quan trọng.

### TV
Trên Apple TV được thêm tính năng "InSight" mới để nhận dạng và tìm kiếm các diễn viên có mặt trong cảnh phim hoặc video ca nhạc để thêm vào mục yêu thích. Tính năng "Tăng cường đối thoại" xuất hiện trên iPhone cho phép hỗ trợ phối hợp âm thanh.

### Safari
Trình duyệt Safari có thêm tính năng Highlights và tái thiết kế trải nghiệm Trình đọc giúp việc tìm kiếm thông tin trên web trở nên dễ dàng hơn. Safari cũng có thể hiển thị thông tin quan trọng về một trang web bằng cách sử dụng công nghệ học máy. Chế độ trình đọc mang đến nhiều cách thưởng thức bài viết hơn mà không gây mất tập trung, cùng bản tóm tắt và mục lục cho những bài viết dài.

### Bản đồ
Trong phiên bản này, người dùng có thể tạo các tuyến đường đi bộ tùy chỉnh của riêng họ để truy cập ngoại tuyến. Tại Hoa Kỳ, người dùng có thể duyệt xem nhiều tuyến đi bộ đường dài xuyên qua nhiều vườn quốc gia. Ngoài ra, người dùng cũng có thể lưu tuyến đường tùy chỉnh cũng như các địa điểm vào Places Library và thêm ghi chú cá nhân về mỗi địa điểm đó.

### Wallet
Phiên bản này bổ sung thêm những tấm vé mang đến trải nghiệm phong phú hơn cho các fan hâm mộ, giúp họ dễ dàng nắm được thông tin quan trọng về sự kiện tổ chức buổi hòa nhạc hay trận đấu bóng đá. Ngoài ra, ứng dụng có thêm tính năng Tap to Cash cho phép thanh toán trực tiếp một cách nhanh chóng mà không cần chia sẻ số điện thoại hay email qua việc đưa hai chiếc iPhone song song nhau.

### Máy tính
Có thể nhanh chóng chuyển từ máy tính Cơ bản sang máy tính Khoa học hoặc sang Ghi chú Toán học, thông qua menu mở ra bằng cách nhấn nút máy tính xuất hiện ở phía dưới. Trong menu này còn có Switch để chuyển sang chế độ Converter. Máy tính khoa học cũng có thể được hiển thị bằng cách giữ điện thoại theo chiều dọc. Lịch sử của các tính toán được thực hiện cũng đã được thêm vào.

### Freeform
Cảnh : bạn có thể sắp xếp bảng trắng thành các cảnh hoặc khái niệm được mô tả để bạn có thể nhanh chóng chuyển đổi giữa chúng.

### Apple Music
Được cập nhật thêm tính năng SharePlay cho phép nhiều người dùng nghe nhạc cùng nhau và chia sẻ khả năng điều khiển nhạc đang phát từ Apple TV hoặc bất kỳ loa có hỗ trợ Bluetooth.

### Nhật ký
Bổ sung thêm chế độ xem thông tin chi tiết giúp người dùng theo dõi mục tiêu viết nhật ký, đồng thời thêm khả năng tìm kiếm và sắp xếp nội dung giúp dễ dàng tận hưởng những kỷ niệm đã qua. Thời gian viết nhật ký có thể sẽ ghi nhận là thời gian chú tâm trong ứng dụng Sức khỏe và người dùng có thể ghi lại trạng thái tinh thần.
Tiện ích Nhật ký hiện khả dụng để người dùng nhanh chóng bắt đầu nội dung từ màn hình chính hay màn hình khoá, tính năng ghi âm sẽ được tự động chép lời, đồng thời người dùng có thể xuất và in nội dung trong nhật ký.

### Lịch
Phiên bản này thêm tính năng hiển thị cả sự kiện và công việc cần làm từ ứng dụng Lời nhắc. Người dùng có thể tạo, sửa và hoàn thành lời nhắc ngay trong ứng dụng này. Ngoài ra, chế độ xem tháng được cập nhật sẽ nhanh chóng cung cấp tổng quan về các sự kiện và tác vụ.

### Sức khoẻ
iOS 18 đã cải tiến thẻ ID Y tế giúp người được ứng cứu dễ dàng qua việc hiển thị thông tin quan trọng nhất trong trường hợp khẩn cấp. Bên cạnh đó, ứng dụng cũng giúp người dùng hiểu rõ hơn dữ liệu trong suốt thai kỳ bằng cách thực hiện các điều chỉnh và đề xuất để phản ánh những thay đổi trong sức khoẻ thể chất và sức khoẻ tinh thần.

### Nhà
Ứng dụng ra mắt tính năng truy cập khách, cho phép người dùng cấp quyền cho khách điều khiển một số phụ kiện nhà thông minh, đặt lịch thời gian khách có thể truy cập Nhà và nhiều tuỳ chọn khác. Để mang lại trải nghiệm vào nhà dễ dàng, tính năng mở khóa rảnh tay bằng chìa khóa nhà tận dụng công nghệ Ultra Wideband. Với nội dung cập nhật thuận tiện cho danh mục Năng lượng, ứng dụng cũng hỗ trợ người dùng đủ điều kiện để truy cập, hiểu rõ và đưa ra quyết định sáng suốt hơn về cách sử dụng điện trong nhà.

### Mật khẩu
Ứng dụng Mật khẩu được xây dựng trên nền tảng phần mềm Keychain ra mắt lần đầu vào năm 1999. Apple giới thiệu ứng dụng này sẽ giúp người dùng dễ dàng truy cập mật khẩu, mã khoá, mật khẩu Wi-Fi và mã xác thực của người dùng. Ứng dụng này cũng bao gồm các cảnh báo cho người dùng về những điểm yếu như mật khẩu dễ đoán hoặc được sử dụng nhiều lần và mật khẩu xuất hiện trong những vụ rò rỉ dữ liệu đã được biết đến.
Ứng dụng cũng cung cấp cho người dùng một công cụ thuận tiện để lưu trữ và sắp xếp thông tin xác thực một cách an toàn, tăng cường bảo mật kỹ thuật số trong hệ sinh thái iOS. Được tích hợp liền mạch với các tính năng bảo mật hiện có của Apple như iCloud Keychain, ứng dụng cũng ưu tiên bảo vệ thông tin nhạy cảm trên nhiều nền tảng và dịch vụ khác nhau.

## Quyền riêng tư và bảo mật

### Quyền truy cập được kiểm soát cho Danh bạ
Khi một ứng dụng yêu cầu quyền truy cập vào danh bạ, người dùng có thể chọn chỉ chọn một vài trong số đó để hiển thị cho ứng dụng thay vì tất cả. Từ Cài đặt > Quyền riêng tư > Danh bạ, đối với mỗi ứng dụng, bạn có thể thêm hoặc xóa liên hệ mà ứng dụng có thể xem.

### Khóa và ẩn
Để giúp người dùng tăng cường khả năng kiểm soát thông qua các công cụ quản lý ứng dụng, cách thức chia sẻ liên hệ và cách iPhone kết nối với phụ kiện. Apple giới thiệu tính năng Khóa và Ẩn, các ứng dụng được khóa và ẩn đi nhằm mong muốn giữ kín thông tin của người dùng và sẽ không thể bị người khác xem được, chẳng hạn như thông báo ứng dụng và nội dung trong ứng dụng. Khi bật tính năng này, những nội dung như tin nhắn hoặc email bên trong ứng dụng sẽ được ẩn khỏi mục tìm kiếm, thông báo và cả những nơi khác trên toàn hệ thống. Ngoài khoá và ẩn ứng dụng, người dùng còn có thể di chuyển ứng dụng vào thư mục đã khoá và ẩn.
iOS 18 còn trao cho người dùng quyền kiểm soát bằng cách cho phép chỉ chia sẻ các liên hệ cụ thể với ứng dụng. Ngoài ra, đối với các nhà phát triển có thể kết nối các phụ kiện của bên thứ ba với iPhone một cách liền mạch mà không để ứng dụng xem tất cả các thiết bị khác trong mạng lưới của người dùng, giúp bảo mật thiết bị và khiến cho quá trình ghép đôi liền mạch hơn.

### Điện toán đám mây riêng
Đây là đám mây riêng được Apple sử dụng để đáp ứng nhu cầu xử lý liên quan đến Trí tuệ nhân tạo, trên các mô hình phức tạp không thể chạy trên thiết bị. Nó đảm bảo quyền riêng tư vì dữ liệu của người dùng không bao giờ được lưu trữ hoặc cho phép Apple truy cập mà chỉ được sử dụng trong thời gian thực sự cần thiết để thực hiện quá trình xử lý cụ thể cần thiết tại thời điểm đó. 

## Các thiết bị hỗ trợ
Các tính năng đầy đủ ngoại trừ Apple Intelligence của iOS 18 yêu cầu những thiết bị có sử dụng chip A14 Bionic trở lên, bao gồm iPhone 12 và iPhone 12 Mini, iPhone 12 Pro, và iPhone 12 Pro Max. Các thiết bị A12 Bionic và A12X, bao gồm iPhone XS và iPhone XS Max, iPhone XR, và A13 Bionic bao gồm iPhone 11, iPhone 11 Pro và iPhone 11 Pro Max, iPhone SE thế hệ thứ 2 sẽ hỗ trợ hạn chế các tính năng của iOS 18.
Tính năng Apple Intelligence yêu cầu các thiết bị A17 Pro trở lên, bao gồm iPhone 15 Pro và iPhone 15 Pro Max được hỗ trợ.
Những chiếc iPhone hỗ trợ iOS 18 bao gồm.
- iPhone XS & XS Max
- iPhone XR
- iPhone 11
- iPhone 11 Pro & 11 Pro Max
- iPhone SE (thế hệ thứ 2)
- iPhone 12 & 12 Mini
- iPhone 12 Pro & 12 Pro Max
- iPhone 13 & 13 Mini
- iPhone 13 Pro & 13 Pro Max
- iPhone SE (thế hệ thứ 3)
- iPhone 14 & 14 Plus
- iPhone 14 Pro & 14 Pro Max
- iPhone 15 & 15 Plus
- iPhone 15 Pro & 15 Pro Max

## Lịch sử phát hành
| Phiên bản   | Bản dựng | Ngày phát hành       | Ghi chú phát hành                                          |
| ----------- | -------- | -------------------- | ---------------------------------------------------------- |
| 18.0        | 22A3351  | 20 tháng 9 năm 2024  | Bản phát hành đầu tiên cho iPhone 16 và 16 Pro.            |
| 18.0        | 22A3354  | 16 tháng 9 năm 2024  | Ghi chú phát hành Nội dung bảo mật Developer release notes |
| 18.0.1      | 22A3370  | 3 tháng 10 năm 2024  | Ghi chú phát hành Nội dung bảo mật                         |
| 18.1        | 22B83    | 28 tháng 10 năm 2024 | Ghi chú phát hành Nội dung bảo mật Developer release notes |
| 18.1.1      | 22B91    | 19 tháng 11 năm 2024 | Ghi chú phát hành Nội dung bảo mật                         |
| 18.2        | 22C152   | 11 tháng 12 năm 2024 | Ghi chú phát hành Nội dung bảo mật Developer release notes |
| 18.2.1      | 22C161   | 6 tháng 1 năm 2025   | Ghi chú phát hành                                          |
| 18.3        | 22D63    | 27 tháng 1 năm 2025  | Ghi chú phát hành Nội dung bảo mật Developer release notes |
| 18.3        | 22D64    | 3 tháng 2 năm 2025   | Chỉ riêng iPhone 11, iPhone 11 Pro, và iPhone 11 Pro Max   |
| 18.3        | 22D8063  | 28 tháng 2 năm 2025  | Bản phát hành đầu tiên cho iPhone 16e.                     |
| 18.3.1      | 22D72    | 10 tháng 2 năm 2025  | Ghi chú phát hành Nội dung bảo mật                         |
| 18.3.1      | 22D8075  | 19 tháng 2 năm 2025  | Ngày đầu tiên chỉ dành cho iPhone 16e.                     |
| 18.3.2      | 22D82    | 11 tháng 3 năm 2025  | Ghi chú phát hành Nội dung bảo mật                         |
| 18.3.2      | 22D8082  | 11 tháng 3 năm 2025  | Chỉ dành cho iPhone 16e.                                   |
| 18.4        | 22E240   | 31 tháng 3 năm 2025  | Developer release notes Ghi chú phát hành Nội dung bảo mật |
| 18.4.1      | 22E252   | 16 tháng 4 năm 2025  | Ghi chú phát hành Nội dung bảo mật                         |
| 18.5        | 22F76    | 12 tháng 5 năm 2025  | Developer release notes Ghi chú phát hành Nội dung bảo mật |
| 18.6 Beta 2 | 22G5064d | 30 tháng 6 năm 2025  | Developer release notes                                    |